# アドベンチャービジョン
アドベンチャービジョン（Adventure Vision）は、米ENTEX社より1982年に発売された携帯型の電子ゲーム機。

## 概要
最初で最後の製品となった、ドットマトリクスLED表示によるカセット交換式の電子ゲーム機。日本では未発売。発売当時の価格は本体$79.99（ソフト一本同梱）、別売ソフト$14.99。電子ゲームの市場が衰退する末期に発売された製品のため、流通量が極めて少なく、コレクター間では『幻のゲーム機』とされ非常に高価で取り引きされている。
画面は横150ドット×縦40ドットの単色（赤色）LEDであるが、縦のドットは走査線のように隙間が空いているので、大きさ的には150×80ドットに相当する。コントローラは中央に4方向のジョイスティックと、その左右に4ボタンが、ひし形状にそれぞれ配置されている。リリースされたソフトは少なく、同梱のものを含めて全4種類である。

## 仕様
- CPU：Intel 8048 @ 733kHz
- ROM：1KiB(8048内蔵/BIOS) + 4KiB(カートリッジ)
- RAM：64バイト(8048内蔵) + 1KiB(外部RAM)
- 画面解像度：横150ドット × 縦40ドット
- サウンド：ナショナル セミコンダクター COP411L @ 52.6kHz
- 電源：単一電池4本 / ACアダプタ

## ソフトウェア
- ディフェンダー - 本体に同梱。アタリの同名タイトルの移植作。
- スペースフォース - 米Venture Line社の同名タイトルの移植作。アタリの『アステロイド』に近い内容。
- スーパーコブラ - コナミの同名タイトルの移植作。
- タートルズ - コナミの同名タイトル(日本では『ターピン』)の移植作。